# رون لانغ
رون لانغ (بالإنجليزية: Ron Lang)‏ (5 فبراير 1937 - ) هو لاعب كرة طائرة الولايات المتحدة. شارك في الألعاب الأولمبية الصيفية 1964.

## وصلات خارجية
- رون لانغ على موقع أوليمبيديا (الإنجليزية)